# Lorenzo Rota
Lorenzo Rota   (Bèrgam, 23 de maig de 1995) és un ciclista italià professional des del 2014 i actualment a l'equip Intermarché-Wanty-Gobert Matériaux. El 2022 aconseguí les seves primeres victòries com a professional en guanyar la general i una etapa del Sazka Tour.

## Palmarès
- 2022
  - 1r al Sazka Tour i vencedor d'una etapa

### Resultats al Giro d'Itàlia
- 2017. 151è de la classificació general
- 2019. 85è de la classificació general
- 2020. 93è de la classificació general
- 2022. 32è de la classificació general
- 2023. 46è de la classificació general

### Resultats al Tour de França
- 2021. 63è de la classificació general